# Sancho de Castela (arcebispo de Toledo)
Sancho de Castela, (1233 - 27 de outubro de 1261) foi um infante de Castela, Arcebispo de Toledo entre 1259 e 1261 e Chanceler de Castela. Era filho de Fernando III de Castela e Leão e de sua primeira esposa, Beatriz da Suábia.

## Origens familiares
Filho de Fernando III e de sua primeira esposa, a rainha Beatriz da Suábia, era por parte paterna neto de Afonso IX de Leão e de Berenguela, rainha de Castela, que renunciou ao trono que recebeu pela morte de seu irmão, Henrique I de Castela, sendo ambos irmão, filhos do rei Afonso VIII de Castela. Por parte materna era neto de Filipe da Suábia, rei dos Romanos e duque da Suábia, e de Irene Angelina, filha de Isaac II Ângelo, imperador do Império Romano do Oriente.
Foram seus irmãos, entre outros, Afonso el Sabio, rei de Castela e Leão, Fadrique de Castela, executado em 1277 por ordem de seu irmão Afonso X, Filipe de Castela e Suábia, arcebispo de Sevilha, Henrique de Castela, o Senador e Manuel de Castela, pai de João Manuel.

## Biografia
O infante Sancho de Castela nasceu em 1233. Sua avó, a rainha Berengária, mãe de Fernando III, encomendou sua criança, assim como o infante Filipe de Castela e Suábia, irmão do infante Sancho, ao arcebispo de Toledo, Rodrigo Jiménez de Rada, que concedeu um benefício eclesiástico na Catedral de Toledo e posteriormente, um cânone. Posteriormente, foi enviado a Paris junto com seu irmão, o infante Filipe. Ali, ambos estudaram na Universidade de Paris, recebendo lições de Santo Alberto Magno, que foi professor de São Tomás de Aquino.
Em outubro de 1250, o infante foi nomeado, pelo papa Inocêncio IV, administrador perpétuo da arquidiocese de Toledo O cargo de administrador de uma diocese foi muitas vezes dado a infantes ou membros da família real, depois de terem sido nomeados para uma sé episcopal, mas ainda não tinham atingido idade suficiente para serem consagrados bispos. Posteriormente, era habitual conceder-lhes o título de bispo eleito, até que alcançassem a idade suficiente disposta pelo direito canônico para poder reger uma diocesse.  Em 1258, sendo arcebispo eleito de Toledo, dispensou, mediante documento outorgado em Brihuega em 23 de julho, do pagamento de tributo conhecido como a "Luctuosa", aos canônicos, prebendados e capelães da Catedral de Toledo. Este tributo era percebido pelos prelados à morte de um clérigo e deveria ser entregue ao mesmo um cavalo ou mula das que tivessem pertencido ao defunto, ainda que o tributo exigido variasse de uma diocese para outra. Em algumas os prelados percebiam joias ou cabeças de gado.  Posteriormente, durante o pontificado do Papa Alexandre IV, foi consagrado como Arcebispo de Toledo, em 1259.
Esteve presente nas Cortes de Sevilha de 1261, onde se originou um incidente entre o infante Sancho de Castela e o arcebispo de Sevilha, Raimundo de Losana, quando o infante Sancho fez a sua entrada na cidade de Sevilha, em dezembro de 1260, com a cruz arquiepiscopal levantada, o que foi considerado pelo arcebispo Raimundo de Losana como uma descortesia e uma ameaça à sua autonomia episcopal.  No entanto, o infante Sancho fez constar em uma carta datada de 9 de dezembro de 1260 em Toledo que não era sua intenção de ignorar os direitos do arcebispo Raimundo, nem menosprezar as suas prerrogativas.
O arcebispo Sancho de Castela faleceu no dia 27 de outubro de 1261, aos 28 anos e foi sucedido na sé primacial de Toledo pelo arcebispo Domingo Pascual.